# Драга (община Иг)
Драга (на словенски: Draga) е село в Словения, регион Средна Словения, община Иг. Според Националната статистическа служба на Република Словения през 2015 г. селото има 170 жители.